# Федьковка
Федько́вка (рос. Федьковка) — село у складі Нев'янського міського округу Свердловської області.
Населення — 163 особи (2010, 169 у 2002).
Національний склад станом на 2002 рік: росіяни — 95 %.